# Тибетська книга мертвих
«Тибетська книга мертвих» — найпоширеніша на Заході назва тибетського буддійського тексту «Бардо Тхедол» (також «Бардо Тодоль»; тиб. བར་དོ་ཐོས་གྲོལ (bar-do thos-grol), кит. 死 书 — «Звільнення в бардо за допомогою слухання»). Містить докладний опис станів-етапів (бардо), через які, згідно з тибетською буддійською традицією, проходить свідомість людини, починаючи з процесу фізичного вмирання і до моменту наступного втілення (реінкарнації) у новій формі. Для кожного етапу наводяться спеціальні рекомендації. Книга «Бардо Тхедол» пов'язана з певними тантричними практиками школи Ньїнґма, її образи і асоціації можуть бути незрозумілі без відповідних посвяти і пояснень.

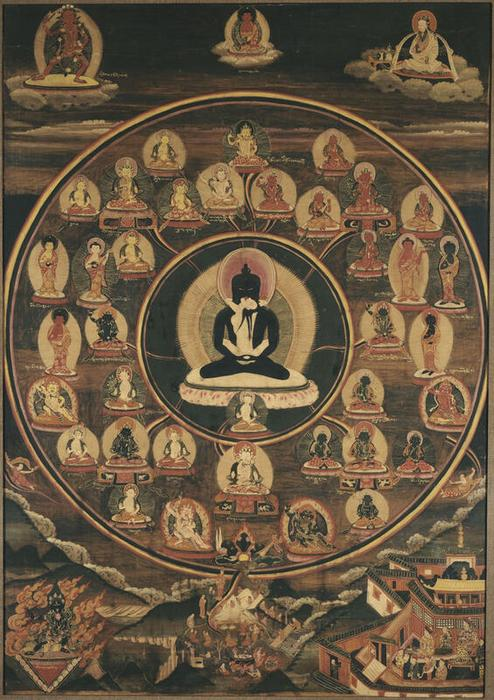
«Бардо Тхедол»

Загальна тривалість бардо складає 49 днів.

## Історія створення та перекладів
Згідно з переказами, книга була написана вчителем Падмасамбгави у VIII столітті і прихована на пагорбах Гампо в Центральному Тибеті, а згодом знайдена в XIV столітті шукачем книжкових скарбів Карма Лінгпой.
Перший переклад книги на європейську мову був виконаний ламою Тибету Казі Дава Самдрупою під редактурою оксфордського професора У. І. Еванс-Венца. Еванс-Венц виявив манускрипт, але сам не знав мови Тибету, тому звернувся до лами за допомогою. У результаті книга була опублікована в 1927 і відразу викликала у західної публіки великий інтерес. Успіху в тому числі сприяла запропонована перекладачем назва - за аналогією з Давньоєгипетською книгою мертвих.